# 鋤棋

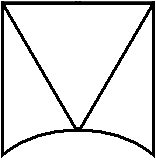
鋤棋棋盤

鋤棋，是流傳於廣東省陽江市的兩人傳統棋類。

## 棋具
- 棋盤為四邊形，底邊內凹，上邊兩角連至底邊中點。

- 每方兩子，以顏色區分。

## 規則
- 初始布置時，每方對稱放於兩側。

- 每人輪流沿線移動一枚己棋移至鄰近的空棋點。

- 使對方無法行棋獲勝，但先行方第一步不得讓敵方不能行棋[1]。